# Hugo Hernán Garay
Hugo Hernán Garay (* 27. November 1980 in Tigre, Argentinien) ist ein argentinischer Profiboxer und ehemaliger WBA-Weltmeister im Halbschwergewicht.

## Amateurlaufbahn
Im Jahr 1998 belegte Hugo Garay bei der in Buenos Aires ausgetragenen Juniorenweltmeisterschaft den zweiten Platz im Halbschwergewicht, im Finale unterlag er dort gegen den Kubaner Yohanson Martínez nach Punkten. Bei den Panamerikanischen Spielen 1999 in Winnipeg (Kanada) belegte er einen dritten Platz. Garay nahm im Jahr 2000 für Argentinien an den Olympischen Spielen in Sydney teil, schied dort allerdings bereits in der ersten Turnierrunde durch eine Abbruchniederlagen gegen den Kasachen Olschas Orasalijew aus.

## Profikarriere
Seine Profikarriere begann Hugo Garay im Juli 2001. Am 6. November 2003 bezwang er den Rumänen Alejandro Lakatos in einem Ausscheidungskampf den WBO-Verbandes durch technischen KO in der zwölften Runde und qualifizierte sich damit für einen Weltmeisterschaftskampf gegen WBO-Titelträger Zsolt Erdei. Der Kampf gegen den Ungarn fand am 8. Mai 2004 in Dortmund statt und wurde von Erdei nur knapp und umstritten nach Punkten gewonnen. Auch im folgenden Rückkampf am 26. Februar 2005 konnte sich Erdei nur umstritten mit 2-1 Richterstimmen durchsetzen.
Seine dritte Niederlage erlitt er aufgrund einer Disqualifikation wegen Schlagens nach Rundenende gegen seinen Landsmann Franco Raúl Sánchez im Oktober 2007. Dennoch wurde Garay 2008 zum Herausforderer für den WBA-Weltmeister Danny Green ernannt. Green beendete allerdings wenig später seine Karriere, so dass Garay am 3. Juli 2008 gegen den Europameister im Halbschwergewicht, Juri Baraschian aus der Ukraine, in Buenos Aires um den vakanten WBA-Titel boxte und den Titel über zwölf Runden nach Punkten gewann. In seiner ersten Titelverteidigung bezwang er in der Stadthalle Rostock Jürgen Brähmer nach Punkten. Seit Ende 2008 steht er bei Universum Box-Promotion unter Vertrag. Völlig überraschend verlor Garay allerdings bereits in seiner zweiten Titelverteidigung am 20. Juni 2009 in Santa Fe (Argentinien) den Titel auf Grund einer Punktniederlage an den Spanier Gabriel Campillo.
Am 16. Juli 2011 boxte er gegen Marco Huck um dessen WBO-Weltmeistertitel. Nach einem sehr tempo- und aktionsreichen Kampf, bei dem er Huck mehrmals in Bedrängnis brachte, verlor er schließlich nach einer Schlagattacke von Huck durch K. o. in der 10. Runde.
Seinen bisher letzten Profikampf bestritt Garay am 14. Oktober 2011 in Buenos Aires, Argentinien gegen den Argentinier Cesar David Crenz. Er verlor durch technischen KOs in Runde 5.